# Philip Hammond
Philip Anthony Hammond (Epping, 1955. december 4. –) brit konzervatív politikus, 2016. július 13 és 2019. július 24 között kincstári kancellár (azaz pénzügyminiszter). Runnymede és Weybridge választókerület képviselője a brit parlament Képviselőházában 1997 óta. 2019. szeptember 3-án megfosztották a párttagságától, a december 12-én tartott választásokig függetlenként volt jelen az alsóházban.

## Életpályája
Hammond filozófiát, politikát és közgazdaságtant tanult az oxfordi University College-ban. 1984-től a  Castlemead Ltd nevű egészségügyi szolgáltató cég igazgatója volt. 1995 és 1997 között Malawi kormányának tanácsadója volt. Ekkor megválasztották parlamenti képviselőnek. 2005-ben szerepelt David Cameron árnyékkormányában, mint munka- és nyugdíjügyi árnyékminiszter, 2007-ben pedig kincstárügyi miniszteri posztot kapott az átalakított árnyékkabinetben.
2010 májusában, Cameron koalíciós kormánya megalakulásakor közlekedési miniszternek nevezték ki és a Titkos tanács (Privy Council) tagja lett. Miután 2011 októberében Liam Fox lemondott egy botrány miatt, Hammond lett az utóda a védelmi miniszteri poszton. 2014 júliusában külügyminiszternek nevezték ki.
2016 július 13-ától 2019. július 24-ig Theresa May kormányának pénzügyminisztere volt. Boris Johnson kormányra kerülése után, 2019. augusztusában azzal vádolta meg Hammondot, hogy akadályozta a kiválásra tett előkészületeket. Hammond ezt visszautasította.
2019. szeptember 3-án Hammond egyike volt azon 21 "lázadó" konzervatív képviselőnek, akik a Johnson-kormány ellen szavaztak. Ezzel elősegítették, hogy a Parlament elfogadhasson egy olyan törvény javaslatot, ami – Johnson szándéka ellenére – megtiltotta a kormánynak, hogy 2019. október 31-én Nagy Britannia egyezség nélkül lépjen ki az Európai Unióból. Válaszul mind a 21 képviselőt kizárták a Konzervatív Pártból és jelezték, hogy nem támogatják, hogy a következő választáson a párt színeiben induljanak. Hammond az eset után a függetlenek között ült a parlamentben.
2020. október 26-óta a Lordok Háza tagja.

## Fordítás
Ez a szócikk részben vagy egészben  a   Philip Hammond című angol Wikipédia-szócikk ezen változatának fordításán alapul.  Az eredeti cikk szerkesztőit annak laptörténete sorolja fel. Ez a jelzés csupán a megfogalmazás eredetét és a szerzői jogokat jelzi, nem szolgál a cikkben szereplő információk forrásmegjelöléseként.